# Organi del Duomo di Monza
Gli organi del duomo di Monza sono tre.

## Organo settentrionale
Inserito in cassa in Cornu Evangeli, è un grande strumento di 12 piedi in stile rinascimentale italiano ma di recente fattura, ad opera della ditta italiana Gustavo Zanin. Dotato di 17 registri e un'unica tastiera di 54 note e la pedaliera a leggio di 18 note.
| Organo Maggiore          |
| Principale Primo         |
| Raddoppio del Principale |
| Principale Secondo       |
| Ottava                   |
| Decimaquinta             |
| Decimanona               |
| Vigesima seconda         |
| Vigesima sesta           |
| Vigesima nona            |
| Trigesima terza          |
| Trigesima sesta          |
| Flauto in Ottava         |
| Flauto in Duodecima      |
| Flauto in Quintadecima   |
| Cornetto a Tre canne     |
| Fiffaro                  |
| Cornamuse                |

| Organetto per suonare a due |
| Principale                  |
| Ottava                      |
| Decimaquinta                |
| Decimanona                  |
| Vigesimaseconda             |
| Flauto in Ottava            |

## Organo meridionale
Collocato nell'antica cassa in Cornu Epistolæ si trova l'opus 617 dalla prestigiosa casa organaria svizzera Metzler Orgelbau a trasmissione interamente meccanica, conta 29 registri distribuiti nei due manuali e pedale. Venne costruito nel 2002. Di seguito la disposizione fonica: 
| Prima tastiera - Hauptwerk |        |
| Prinzipal                  | 16'    |
| Octave                     | 8'     |
| Viola da gamba             | 8'     |
| Rohrflöte                  | 8'     |
| Octave                     | 4'     |
| Traversflöte               | 4'     |
| Quinte                     | 2.2/3' |
| Superoktave                | 2'     |
| Mixtur                     | V      |
| Cornet                     | III    |
| Trompete                   | 8'     |
| Clarion                    | 4'     |

| Seconda tastiera - Positiv |        |
| Prinzipal                  | 8'     |
| Bourdon                    | 8'     |
| Octave                     | 4'     |
| Rohrflöte                  | 4'     |
| Nazard                     | 2.2/3' |
| Superoctave                | 2'     |
| Waldflöte                  | 2'     |
| Scharf                     | IV     |
| Sesquialter                | I-II   |
| Schalmey                   | 8'     |
| Vox Humana                 | 8'     |

| Pedal        |     |
| Subbass      | 16' |
| Oktavbass    | 8'  |
| Octave       | 4'  |
| Rauschpfeife | V   |
| Posaune      | 16' |
| Trompete     | 8'  |

## Organo del coro
A pavimento nell'abside, si trova un organo a canne realizzato nel 1989 dalla ditta Dell'Orto & Lanzini, ispirandosi a strumenti della fine del XVIII secolo; a trasmissione meccanica, dispone di due tastiere e pedaliera, ed ha la seguente disposizione fonica:
| I - Grand'Organo |        |
| Principale       | 8'     |
| Bordone          | 8'     |
| Ottava           | 4'     |
| Quinta           | 2.2/3' |
| Cornetta         | 1.3/5' |
| Mistura          | 2 file |

| II - Positivo aperto |    |
| Bordone di legno     | 8' |
| Viola di gamba       | 8' |
| Flauto a cuspide     | 4' |
| Principale           | 2' |

| Pedale   |     |
| Subbasso | 16' |